# Maurice Briand
Pour les articles homonymes, voir Briand.
Maurice Briand, né le 9 juin 1949 à Plouisy (Côtes-du-Nord) et mort le 18 décembre 2022 à Saint-Brieuc (Côtes-d'Armor), est un homme politique français.

## Biographie
En novembre 1982, à Guingamp, il fut la cible d’une action symbolique du Strollad pobl vreizh (SPV) et du mouvement d’insoumission bretonne (MIB), lorsqu’un groupe d’insoumis bretons, dont Chaillou et Le Bechennec, s’enchaînèrent à lui pour dénoncer la conscription militaire et « l’exploitation économique de la Bretagne par l’État français »,.
En 1985, un attentat à la bombe vise sa permanence,.
Maurice Briand renonce à se présenter aux législatives de 2002 et apporte son soutien à Marie-Renée Oget,.
Il est l'avocat de Vigipol.
En 2008, il annonce mettre fin à sa carrière politique.
Maurice Briand est marié et a deux enfants.

## Détail des fonctions et des mandats

### Mandats locaux
- 1977 - 1983 : adjoint au maire de Guingamp[11]
- 1983 - 1989 : maire de Guingamp
- 1995 - 2008 : adjoint au maire de Guingamp
- 1986 - 1992 : conseiller régional de Bretagne

### Mandats parlementaires
- 21 juin 1981 - 1er avril 1986 : Député de la 4e circonscription des Côtes-du-Nord[12]
- 12 juin 1988 - 1er avril 1993 : Député de la 4e circonscription des Côtes-du-Nord[13]